# Южный Матабелеленд
Южный Матабелеленд (англ. Matabeleland South Province) — провинция в Зимбабве. Административный центр Южного Матабелеленда — город Гванда.

## География
Провинция Южный Матабелеленд находится в юго-западной части Зимбабве. Площадь провинции составляет 54 172 км². Климат в Южном Матабелеленде засушливый, осадки выпадают редко, но обильно. На юго-западе граничит с Ботсваной, на юге с ЮАР.

## Население
По данным на 2013 год численность населения составляет 661 107 человек. Провинция слабо заселена, её жители в основном — это представители народности матабеле.
Динамика численности населения провинции по годам:
| 1982    | 2002    | 2013    |
| ------- | ------- | ------- |
| 519 606 | 654 879 | 661 107 |

## Административное деление
В административном отношении провинция подразделяется на 6 районов: Бейтбридж, Булилима, Район Гванда, Инсиза, Южное Мангве и Умцингваме.

## Экономика
Основой экономики провинции являются туристический бизнес, разведение крупного рогатого скота и добыча полезных ископаемых — золота, хрома, асбеста и др.